# شوالیه‌های مهمان‌نواز
شوالیه‌های هوسپیتالر (لاتین: Ordo Fratrum Hospitalis Sancti Ioannis Hierosolymitani) همچنین با نام‌های شناخته شدهٔ دیگر از جمله شوالیه‌های سنت جان یا شوالیه‌های مهمان نواز، یک فرقه از سازمان نظامی ایجاد شده به سال ۱۰۲۳ میلادی و در جهت پرستاری و نگهداری از زائرین سرزمین مقدس بود که بنا بر درخواست کلیسای کاتولیک در جهت نظم نظامی صلیبیون تشکیل شد، قوام و شکل‌گیری اولیه آن در مناطق پادشاهی اورشلیم، رودس و مالت بود، امروزه این گروه تحت عنوان شوالیه‌های مالت به فعالیت خود ادامه می‌دهد.
برخی از مورخان جنگ‌های صلیبی تاریخ ایجاد این فرقه را همزمان با فتح بیت‌المقدس در سال ۱۰۹۹ و در طول نخستین جنگ صلیبی می‌دانند. شوالیه‌های هوسپیتالر پس از قدرت گرفتن شوالیه‌های معبد با مسلمین وارد جنگ شدند، از قرن دوازدهم تا چهاردهم میلادی این شوالیه‌ها در جزیرهٔ رودس سکنی گزیدند و پایگاه‌هایی ایجاد کردند و همزمان با اواخر جنگ‌های صلیبی به دلیل اینکه حرفهٔ دیگری به جز جنگاوری نداشتند اقدام به دزدی دریایی و راهزنی نمودند، پس از درگیری‌هایی که با امپراتوری عثمانی داشتند اغلب آنها یا کشته یا اسیر گردیدند و باقیماندهٔ فرقهٔ هوسپیتالر به جزیرهٔ مالت فرار کردند، و برای نزدیک به ۳ قرن مجدداً به کار قبلی خود یعنی راهزنی روی آوردند تا اینکه در سال ۱۷۸۹ امپراتور فرانسه ناپلئون بناپارت که آنها را مزاحم راه خود می‌دید ضمن درگیری مختصر، آنها را از آنجا بیرون راند، پس از این واقعه فرقهٔ شوالیه‌های هوسپیتالر دو دسته شدند و دسته‌ای به آمریکا و منطقهٔ کارائیب کوچیدند و دسته‌ای دیگر نیز به انگلستان رفتند.

## تاریخچه

### تشکیل
در سال ۶۰۳ میلادی، پاپ گریگوری یکم، به والی راونا دستور داد تا در اورشلیم برای زائران مسیحی بیمارستانی بنا کند. در سال ۱۰۰۵ این بیمارستان به همراه سیصد بنای دیگر هنگام حملهٔ حاکم بأمرالله، خلیفهٔ فاطمی به اورشلیم تخریب شد. در سال ۱۰۲۳ تجار ایتالیایی از خلیفه علی ظاهر اجازهٔ ساخت دوبارهٔ بیمارستانی برای مسیحیان را دریافت کردند. این بیمارستان در محوطهٔ کلیسای سنت جان باپتیست، اورشلیم بنا شد و به درمان زوار مسیحی پرداخت. ادارهٔ این بیمارستان برعهده نظامیان سنت بندیکت بود.
فرقه رهبانی هوسپیتالر به فرماندهی جرارد مقدس و در پی وقوع جنگ اول صلیبی و به فرمان پاپ پاسکال دوم در سال ۱۱۱۳ تشکیل شد. جرارد طی جنگ‌ها توانست قلمروی برای شوالیه‌های هوسپیتالر فراهم کند و همچنین شوالیه‌ها را وفادار به پادشاهی اورشلیم خواند. به فرمان جانشین او، ریموند دو پوی، شوالیه‌ها بیمارستانی در نزدیکی کلیسای مقبره مقدس بنا کردند.
ریموند دو پوی که در سال ۱۱۱۸ به عنوان جانشین جرارد انتخاب شده بود اقدام به تشکیل گروهی شبهه نظامی از بین اعضای فرقه کرد و آن‌ها را در سه رده شوالیه‌ها، زره پوش و سرباز تقسیم کرد. ریموند شوالیه‌ها را وفادار به بالدوین خواند و از آن پس تا هنگامی که این گروه در سال ۱۱۵۳ و طی محاصره اشکلون تغییر شکل داد به عنوان فرقهٔ نظامی صلیبی شناخته می‌شد. هوسپیتالرها و شوالیه‌های معبد به عنوان توانمندترین نیروهای مسیحی در جنگ‌های صلیبی شناخته می‌شدند. در سال ۱۲۴۸ پاپ اینوسنت چهارم لباس متحدالشکلی رابرای هوسپیتالرها در نظر گرفت تا در جنگ‌ها شناخته شوند. این لباس شامل صلیبی سفید در زمینه قرمز رنگ بود.
بسیاری از استحکامات مسیحیان در سرزمین مقدس توسط شوالیه‌های معبد و هوسپیتالرها ساخته شده‌است. در دوران اوج پادشاهی اورشلیم هوسپیتالرها فرماندهی هفت دژ مستحکم و املاک اطراف آن‌ها را بر عهده داشتند. دو قلعه اصلی هوسپیتالرها که در شاهزاده‌نشین انطاکیه قرار داشتند قلعه‌های دژ الأکراد و مرقب در سوریه امروزی بودند. در اوایل قرن ۱۲ام این فرقه توسط پادشاهی انگلستان و دوک‌نشین نرماندی به رسمیت شناخته شدند؛ و به دنبال آن بناهای مختلفی در انگلستان برای هوسپیتالرها ساخته شد.

### شوالیه‌های قبرس و رودس

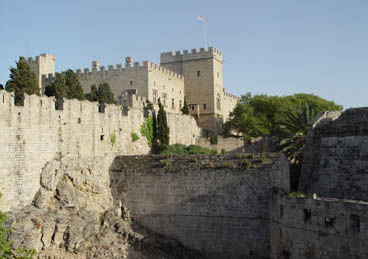
قلعه شوالیه‌ها در رودس

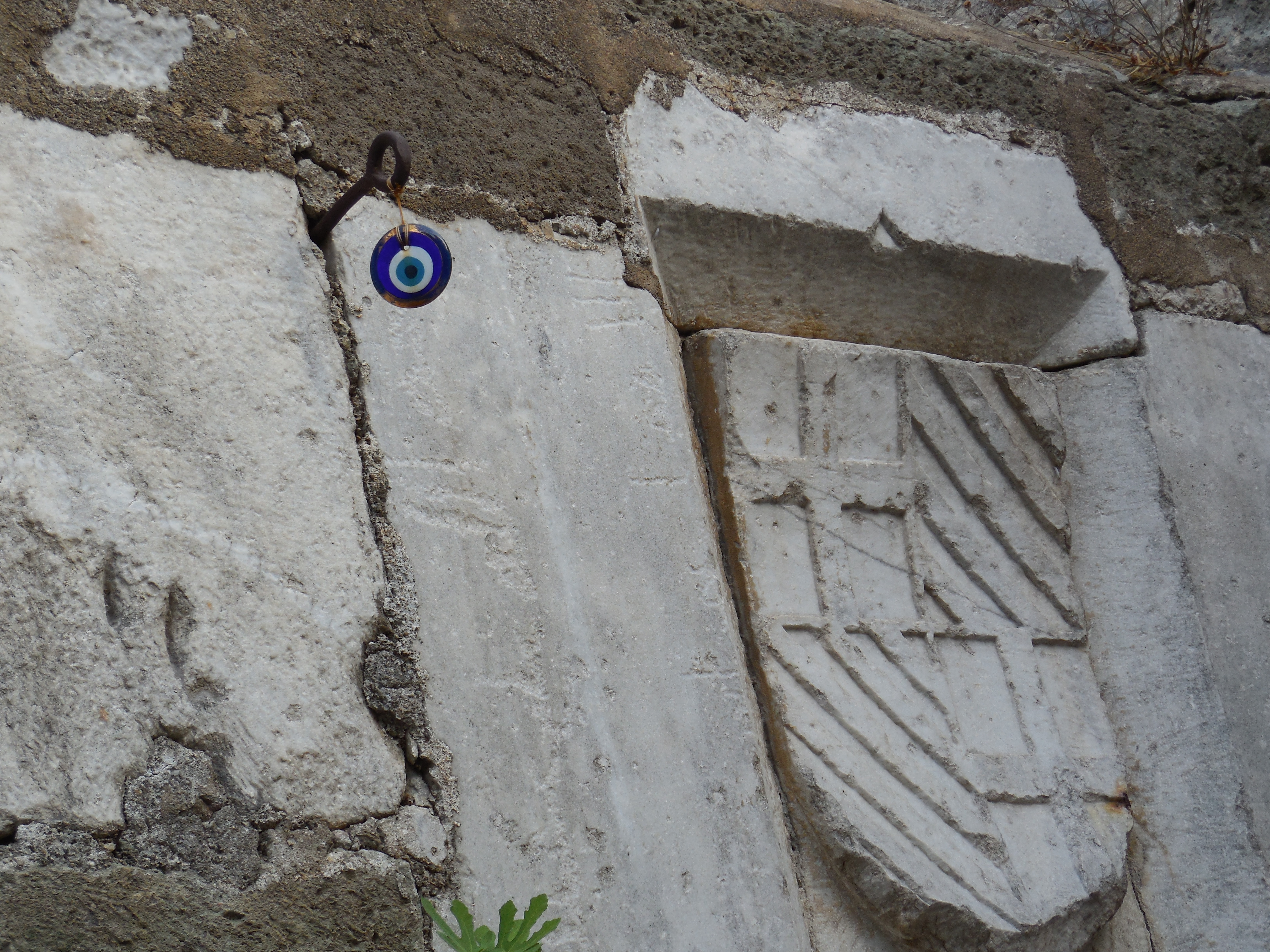
نشان هوسپیتالرها روی دیوار قلعه بودروم

بعد از سقوط پادشاهی اورشلیم در ۱۲۹۱ و سقوط عکا شوالیه‌های هوسپیتالر به پادشاهی قبرس نقل مکان کردند؛ و خود را در قبرس با سیاسی مشغول کردند. استاد آن‌ها، گیلمو دی ویلارت، نقشه ای برای تقویت جایگاه فرقه طراحی و رودس را که تحت سلطه امپراتوری بیزانس بود را به عنوان مقر جدید هوسپیتالرها انتخاب کرد. جانشین او، فولکوس دی ویلارت، این طرح را اجرایی کرد و در ۱۵ اوت ۱۳۱۰ بعد از چهار ماه بحث و جدل شهر رودس به شوالیه‌های هوسپیتالر واگذار شد. آن‌ها همچنین کنترل چند جزیره همسایه، هالیکارناس و جزیره کستلوریزو را رد دست گرفتند.
در سال ۱۳۱۲ پاپ کلمنت پنجم دستور ادغام شوالیه‌های معبد و هوسپیتالر را صادر کرد. به این ترتیب بسیاری از اموال و دارایی‌های شوالیه‌های معبد نیز به شوالیه‌های هوسپیتالر واگذار شد.
در سال ۱۳۷۴ شوالیه‌ها از سمیرانا دفاع کردند و تا تصرف آن در ۱۴۰۲ توسط تیمور لنگ آن شهر را در اختیار داشتند.
طی دورانی که شوالیه‌های هوسپیتالر در رودس اقامت داشتند آن‌ها را به نام شوالیه‌های رودس نیز می‌نامیدند. در آن دوران شوالیه‌ها اغلب اوقات درگیر جنگ با دزدان دریایی بربر بودند. در سدهٔ پانزدهم، هوسپیتالرها با تهاجم بزرگی مواجه شدند. یکی از آن‌ها در ۱۴۴۴ توسط امیر مصر و دیگری در ۱۴۸۰ توسط سلطان محمد فاتح، کسی که پس از فتح قسطنطنیه در ۱۴۵۳ نابودی شوالیه‌ها را اولویت اول خود قرار داده بود، رخ داد.
در ۱۴۹۴ هوسپیتالرها اقدام به ساخت دژ مستحکمی در شبه جزیره هالیکارناس (بودروم امروزی) نمودند. آن‌ها برای این کار از سنگ‌های باقیمانده در خرابه‌های آرامگاه هالیکارناسوس که یکی از عجایب هفت‌گانه بود برای تقویت و ساخت قلعه بودروم استفاده کردند.
در سال ۱۵۲۲ ارتشی متشکل از ۴۰۰ کشتی و ۱۰۰٬۰۰۰ سرباز (به روایتی دیگر ۲۰۰٬۰۰۰ سرباز) و به فرماندهی سلطان محتشم سلیمان وارد جزیره قبرس شد. در مقابل آن‌ها هوسپیتالرها ۷٬۰۰۰ سرباز تحت فرماندهی فیلیپ ویلیرس در اختیار داشتند. محاصره رودس ۶ ماه به طول انجامید و در نهایت شوالیه‌های بازمانده به سیسیل عقب‌نشینی کردند.
باوجود شکست هوسپیتالرها هر دوی مسیحیان و مسلمانان فیلیپ ویلیرس را به عنوان فرماندهی شجاع و دلیر تحسین می‌کنند. در پی این رخدادها پاپ آدریان ششم به او لقب مدافع دین را اعطا کرد.

### شوالیه‌های مالت

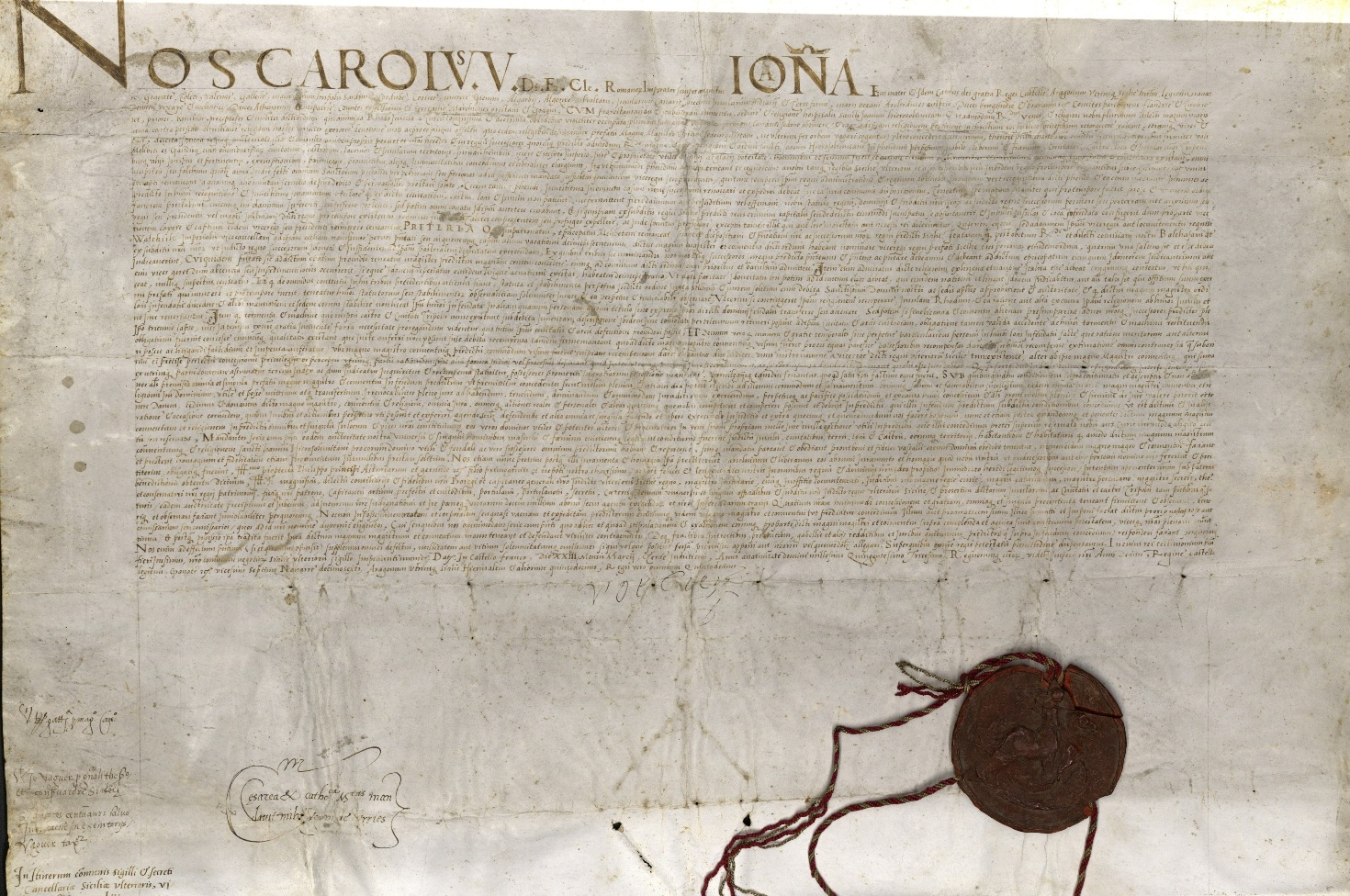
سند اهدای جزایر مالت، غودش و طرابلس به شوالیه‌های هوسپیتالر توسط کارل پنجم، ۱۵۳۰

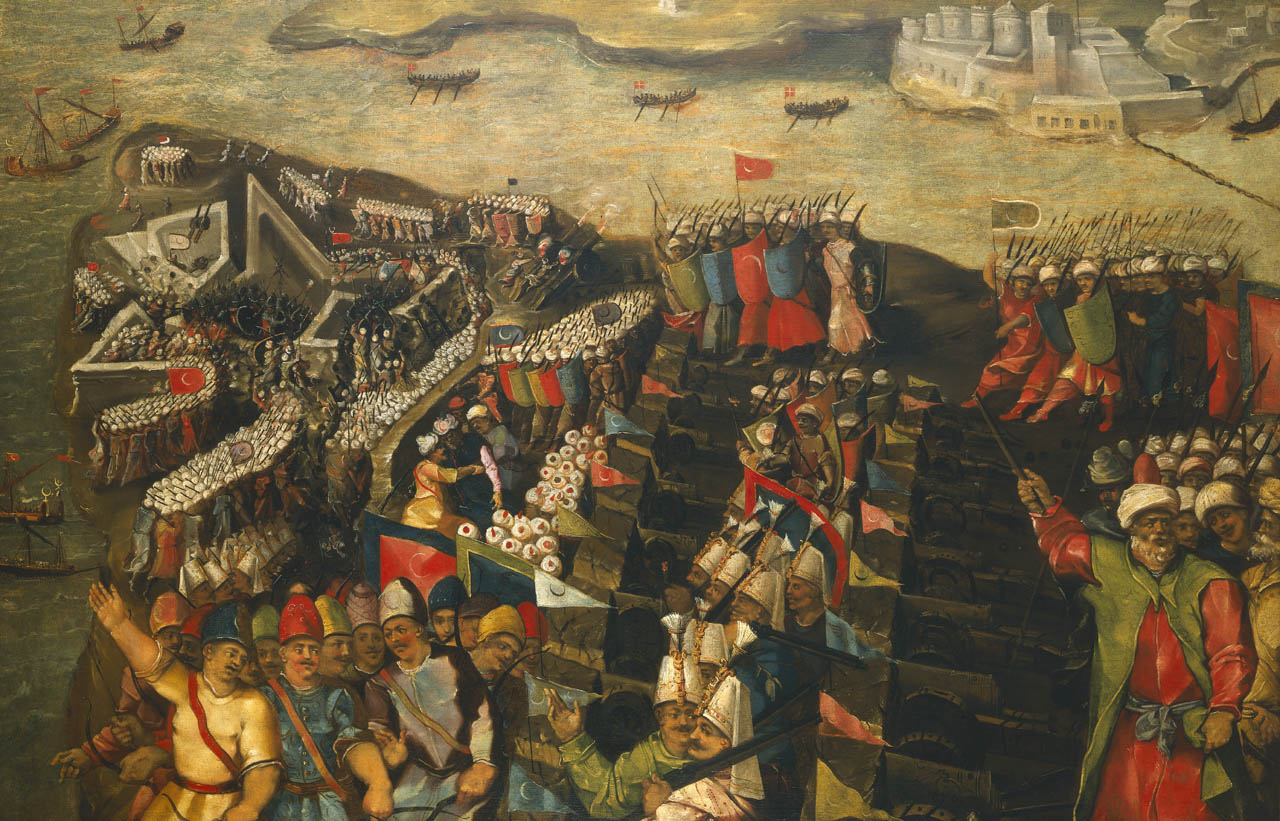
محاصره مالت توسط ارتش عثمانی

بعد از این وقایع هوسپیتالرها به مدت هفت سال در اروپا از مکانی به مکانی دیگر نقل مکان می‌کردند تا این که در سال ۱۵۳۰ کارل پنجم مالت، غودش و طرابلس را در ازای دریافت مالیات سالانه به شوالیه‌های هوسپیتالر واگذار کرد.
پس از آن هوسپیتالرها فعالیت خود را علیه مسلمانان به ویژه دزدان دریایی بربر ادامه دادند. با وجود این که شوالیه‌ها در آن دوران کشتی و قوای نیرومندی نداشتند ولی به علت فرار از دست عثمانی‌ها خشم آن‌ها را برانگیخته بودند. در سال ۱۵۶۵ سلطان سلیمان ارتشی متشکل از ۴۰٬۰۰۰ رزمنده را برای محاصره مالت و اخراج شوالیه‌ها به این جزیره فرستاد این پیروزی می‌توانست موجب تقویت مواضع عثمانی‌ها و آسان‌تر کردن حملات بعدی آن‌ها به دیگر مناطق اروپا شود.
در ابتدا شوالیه‌ها همانند نبرد رودس ناکام ماندند اکثر از قلمرو خود را از دست دادند و نیمی از شوالیه‌ها کشته شدند. شوالیه‌ها تا ۱۸ اوت مقاومت کردند ولی در نهایت از بیرگو به قلعه سنت آنجلو عقب‌نشینی کردند.
حاکم سیسیل از کمک به شوالیه‌ها امتناع کرد در نتیجه فیلیپ دوم مجبور شد نیروهای تحت فرمانش را با هزینه خود به مالت بفرستد. اگر او تصمیم نادرستی می‌گرفت عثمانی‌ها علاوه بر مالت، سیسیل و ناپل را نیز می‌گرفتند.
در ۲۳ اوت شوالیه‌ها به کمک نیروهای فیلیپ و مردم غیرنظامی مقاومتی حماسی انجام دادند. از واقعه به بعد پیروزی‌های عثمانی‌ها پایان یافت. تقریباً همهٔ استحکامات شوالیه‌ها به جز قلعه سنت المو سالم باقیمانده بودند. با تلاش شبانه‌روزی شوالیه‌ها احتمال موفقیت آن‌ها بیشتر می‌شد. از طرفی دیگر گرمای هوا، بیماری، کمبود مهمات و آذوقه موجب شکست پی در پی عثمانی‌ها شده بود. مرگ تورگوت رئیس، فرمانده خبره عثمانی، و جانشینی مصطفی‌پاشا که فردی کم تجربه بود بر وخامت اوضاع ارتش عثمانی افزود. فرمانده جدید نتوانست مانع ورود نیروهای کمکی سیسیلی به شوالیه‌ها شود.
عثمانی‌ها آخرین حمله خود را در ۱ سپتامبر انجام دادند ولی به دلیل خستگی و ناامیدی نیروهایشان ناکام ماندند. محاصره بزرگ مالت آخرین نبرد تعیین‌کننده این درگیری‌ها بود که با پیروزی شوالیه‌های مالت پایان یافت.
هنگامی که عثمانی‌ها مالت را ترک کردند شوالیه‌ها تنها ۶۰۰ مرد زره پوش داشتند. گفته می‌شود ارتش عثمانی هنگام حمله به مالت ۴۰٬۰۰۰ رزمنده داشت که از این تعداد تنها ۱۵٬۰۰۰ نفر به سلامت به قسطنطنیه بازگشتند.

### شوالیه‌ها در قرون ۱۶ و ۱۷ میلادی: عصر نبردهای دریایی
با انتقال شوالیه‌ها به مالت آن‌ها تصمیم گرفتند از طریق مبارزه با دزدان دریایی بربر از کشتی‌های تجار اروپایی که از دریای مدیترانه به سرزمین شام می‌رفتند محافظت کنند. همچنین آن‌ها قصد داشتند مسیحیانی که توسط دزدان دریایی بربر به بردگی درآمده بودند را آزاد کنند.
اما شوالیه‌ها پس از اندکی فعالیت در این زمینه با مشکلات مالی مواجه بودند. با مراقبت شوالیه‌ها از مدیترانه آن‌ها به جمع شهرهای جنوا، ونیز و پیزا که سال‌ها این وظیفه را بر عهده داشتند افزوده شدند. شوالیه‌ها برای جبران مشکلات مالی مجبور شدند به کمک مردم محلی جزیره به کشتی‌های بازرگانان مسلمانان حمله کنند. با غارت کشتی‌های مسلمانان و ثروتمند تر شدن شوالیه‌ها برخی از آن‌ها اقدام به ازدواج با زن‌های جزیره و پیوستن به کشتی‌های فرانسوی و اسپانیایی برای گرفتن پول بیشتر کردند.
با وقوع اصلاحات کاتولیک، اصلاحات پروتستانی و عدم ثبات در عقاید کلیسای کاتولیک روم در آن دوران عقاید شوالیه‌ها دچار تغییر و تحول شد.